# 库尔菲
库尔菲（英语：Kulfi）是一种源自印度次大陸的冷冻奶制品以及甜品。  库尔菲（kulfi）一词来自波斯语qulfi（قلفی），意为 "有盖的杯子"。这种甜品起源于16世纪莫卧儿帝国時代的德里。在印度次大陆的甜食中，混合不加糖炼乳的做法已经非常流行。在莫卧儿王朝时期，这种混合物加入开心果和藏红花调味，装入金属筒中并浸入冰浆，从而发明了库尔菲。Ain-i-Akbari 是莫卧儿王朝皇帝阿克巴（Akbar）政务的详细记录，其中提到使用硝石制冷以及取喜马拉雅山脉冰块向南方运输以制作各式宫廷甜品。它在印度、巴基斯坦、千里達及托巴哥、孟加拉国、缅甸、尼泊尔、斯里蘭卡和中东等地區比較流行。 库尔菲號稱是「印度冰淇淋」，而且比普通的冰淇淋更浓稠、更具有奶油味，而且冷冻的库尔菲的融化速度比冰淇淋要慢。